# عون سعدي الشوا
عون سعدي الشوا (1934-2001) هو أولُ رئيسٍ لبلدية غزة في عهدِ السلطة الوطنية الفلسطينية، وزوجتهُ راوية الشوا (1944 - 2017) نائبة في المجلس التشريعي الفلسطيني.

## حياته
ولدَ عون الشوا في مدينة غزة عام 1934، ثم درس الاقتصاد وإدراة الأعمال، وتخرج من الجامعة الأمريكية بالقاهرة عام 1960، ثُم عمل في الخليج العربي لمدةِ 12 عامًا لدى إحدى الشركات النفطية، وفي عام 1974 عادَ إلى غزة.
شاركَ عون كمستشارٍ في مؤتمر مدريد، وفي عام فبراير 1998 انتخبَ رئيسًا للاتحاد الفلسطيني للسلطات المحلية، وفي يونيو 1998 انتخبَ نائبًا لرئيس منظمة المدن المتحدة.
تزوجَ عون من راوية الشوا وأنجبَ منها أربعة أبناء.
عملَ عون في مؤسساتٍ أهلية وأخرى خاصة، تعملُ في تصدير المنتجات الزراعية وخاصة الفراولة، حيثُ أصبح يقوم بتصديرِ ما نسبته 60% من الفراولة إلى أوروبا الشرقية والغربية، حيث كان تصدير تلك المنتجات في تلك الفترة حكرًا على اليهود.
استلم رئاسةَ بلدية غزة في 26 يوليو 1994 بتكليفٍ من الرئيس الفلسطيني ياسر عرفات، ليكون بذلك أول رئيس لبلدية غزة في عهد السلطة الوطنية الفلسطينية، واستمرِ في منصبهِ حتى وفاته في 2001.

## وفاته
توفيَ عون الشوا في 30 نوفمبر 2001 في مدينة غزة بعد صراعٍ مع المرضِ منذُ عدةِ أشهر.